# Мехробод (Нурабадский район)
Мехробод (тадж. Меҳробод) — село (посёлок сельского типа) в Нурабадском районе Республики Таджикистан. Административный центр сельской общины Мехробод. В прошлом (до 1999 года) центр Дарбандского района (ныне Нурабадский район).
Расстояние от села до центра района (пгт Дарбанд) — 19 км.
Население — 5438 человек (2017 г.; 3082 чел. — в 1979 г.; 300 чел. — в 1932 г.), таджики.
Прежние названия — Комсомолабад (до 2021 г.), Пумбачи (до 1936 г).